# Stârcul pasăre reptilă
Stârcul pasăre reptilă este un film românesc din 1970 regizat de Ion Bostan.